# Magnus Bäckstedt
Magnus Bäckstedt (Linköping, Östergötland, 30 de enero de 1975) es un exciclista profesional sueco. Su mayor logro fue ganar la París-Roubaix en 2004. Su hija Elynor Bäckstedt también es ciclista profesional.

## Trayectoria
Nacido en Linköping, Östergötland Bäckstedt comenzó como esquiador, siendo seleccionado para el equipo nacional cuando tenía 14 años.
Bäckstedt comenzó su carrera profesional en 1996, montando para Collstrop antes de pasar al Palmans en 1997. En 1998, tras pasar al equipo GAN, Bäckstedt fue séptimo en la París-Roubaix de 1998 y ganó la 19ª etapa del Tour de Francia de 1998 entre La Chaux-de-Fonds y Autun.
En 2002 y 2003 corrió para el equipo Fakta, donde fue el corredor más fuerte en 2003. Cuando Fakta cerró se fue al Alessio–Bianchi, donde ganó la París-Roubaix 2004. Los dos favoritos, Peter van Petegem y Johan Museeuw abandonaron tras sufrir sendas caídas, por lo que Bäckstedt tuvo que esprintar en la pista de Roubaix contra otros tres. El director del Crédit Agricole, Roger Legeay, había predicho que Bäckstedt ganaría algún día la carrera. Dijo: "No es un flahute. No es especialmente el más rápido, pero después de 260 km sobre adoquines, suele ganar el corredor que se siente más fresco".
En 2005, Bäckstedt fichó por el Liquigas-Bianchi y fue segundo en la 7ª etapa del Tour de Francia 2005. En 2008 corrió para Slipstream–Chipotle. Fue eliminado en el Tour de Francia de ese año por ser demasiado lento. Dijo:
Había ido bien, y en esa etapa decidimos hacerlo duro desde el principio porque estábamos lo suficientemente cerca del amarillo como para conseguir el maillot. Los primeros 60 km fueron con altibajos, pero yo iba bien. Luego llegó una subida de cuarta categoría y a mitad de camino me quedé sin aliento. Fue como si me apagara de cintura para abajo. Me salí por detrás. Me tranquilicé y volví a la cabeza. Quedaban 100 km, pero he ido bien. Pude ver los números en el medidor de potencia y eran normales para el tipo de esfuerzo que se necesita para llegar a la meta en solitario dentro del tiempo límite. Creo que yo también lo habría conseguido, pero había una cuesta muy empinada justo antes de la meta y se me volvió a ir la respiración y las piernas. Al final me quedé a cuatro minutos del límite.
Bäckstedt anunció su retirada del ciclismo profesional el 6 de febrero de 2009, alegando su deseo de centrarse en la gestión de su equipo de ciclismo de desarrollo, Cyclesport.se-MagnusMaximusCoffee.com. Bäckstedt dijo que también continuará como asesor de su antiguo equipo Garmin-Slipstream. El sueco había luchado contra varios problemas de salud durante su carrera, entre ellos una grave lesión de rodilla, un melanoma y una separación de hombro y fractura de clavícula.
El 13 de noviembre de 2010, Bäckstedt anunció en la UK Youth Centenary Gala que saldría de su retiro para liderar el equipo de ciclismo juvenil del Reino Unido junto con Nigel Mansell y sus hijos.
Bäckstedt corrió para el equipo MG Maxifuel en 2013. Antes de la octava ronda de las Pearl Izumi Tour Series en Canary Wharf el 6 de junio de 2013, anunció una vez más que se retiraba y que la carrera sería su última en el ciclismo profesional de carretera, siendo su intención seguir compitiendo en pruebas de triatlón y triatlón Ironman.

## Palmarés
| 1996 - Boland Bank Tour más 2 etapas 1997 - Gran Premio de Isbergues 1998 - 1 etapa del Tour de Francia - 1 etapa de la Vuelta a Suecia - Dúo Normando (haciendo pareja con Jérôme Neuville) 2000 - 2.º en el Campeonato de Suecia en Ruta 2002 - Le Samyn | 2003 - Campeonato de Suecia Contrarreloj - 2.º en el Campeonato de Suecia en Ruta - Clasificación del Intergiro del Giro de Italia 2004 - París-Roubaix 2007 - 2.º en el Campeonato de Suecia Contrarreloj - Campeonato de Suecia en Ruta |

## Resultados en Grandes Vueltas y Campeonatos del Mundo
| Carrera              | Carrera              | 1996 | 1997 | 1998 | 1999 | 2000  | 2001 | 2002 | 2003 | 2004 | 2005  | 2006  | 2007  | 2008  | 2009 | 2010 | 2011 | 2012 |
| -------------------- | -------------------- | ---- | ---- | ---- | ---- | ----- | ---- | ---- | ---- | ---- | ----- | ----- | ----- | ----- | ---- | ---- | ---- | ---- |
|                      | Giro de Italia       | —    | —    | —    | —    | —     | —    | —    | 70.º | Ab.  | —     | —     | —     | Ab.   | —    | —    | —    | —    |
|                      | Tour de Francia      | —    | —    | 70.º | Ab.  | 123.º | —    | —    | —    | Ab.  | Ab.   | Ab.   | —     | F. c. | —    | —    | —    | —    |
|                      | Vuelta a España      | —    | —    | —    | —    | —     | —    | —    | —    | —    | 112.º | 111.º | 128.º | —     | —    | —    | —    | —    |
| Mundial en Ruta      | Mundial en Ruta      | —    | Ab.  | Ab.  | —    | —     | —    | —    | —    | —    | 110.º | —     | —     | —     | —    | —    | —    | —    |
| Mundial Contrarreloj | Mundial Contrarreloj | —    | —    | —    | —    | —     | —    | 49.º | 33.º | —    | —     | —     | —     | —     | —    | —    | —    | —    |

—: no participa
Ab.: abandono
F. c.: fuera de control